# Griffiths Stadium
Ne doit pas être confondu avec Griffith Stadium.
Le Griffiths Stadium est un stade omnisports canadien, principalement utilisé pour le football canadien, situé dans la ville de Saskatoon, au Saskatchewan.
Le stade, doté de 6 171 places et qui appartient à l'Université de la Saskatchewan, sert d'enceinte à domicile pour l'équipe universitaire de football canadien des Huskies de la Saskatchewan, ainsi que pour l'équipe féminine de football canadien des Valkyries de Saskatoon.

## Histoire
Le stade est au départ utilisé par l'équipe de soccer des Hilltops de Saskatoon de la Ligue canadienne de football junior (LCFJ).
En 2005, l'Université de la Saskatchewan reçoit un don de 5 millions CAD de la part de PotashCorp pour améliorer les installations afin de recevoir la Coupe Vanier de 2006. En reconnaissance de ce don, l'Université de la Saskatchewan renomme les terrains entourant le stade Potash Corp Park. Les rénovations du stade comprennent alors un gazon artificiel FieldTurf de nouvelle génération, de nouveaux vestiaires et toilettes, ainsi que l'augmentation de la capacité de sièges (4 997 places assises). La Coupe Vanier est finalement un succès avec un match à guichets fermés (12 567 spectateurs).
De août à septembre 2011, le stade est agrandi et 1 174 nouveaux sièges sont ajoutés (travaux financés par l'ancien étudiant David Dube et sa femme Heather Ryan).

## Événements
- 1989 & 1998 : Coupe Hardy (football canadien)
- 2004 & 2005 : Coupe Mitchell (football canadien)
- 2006 : Coupe Vanier (football canadien)

## Galerie

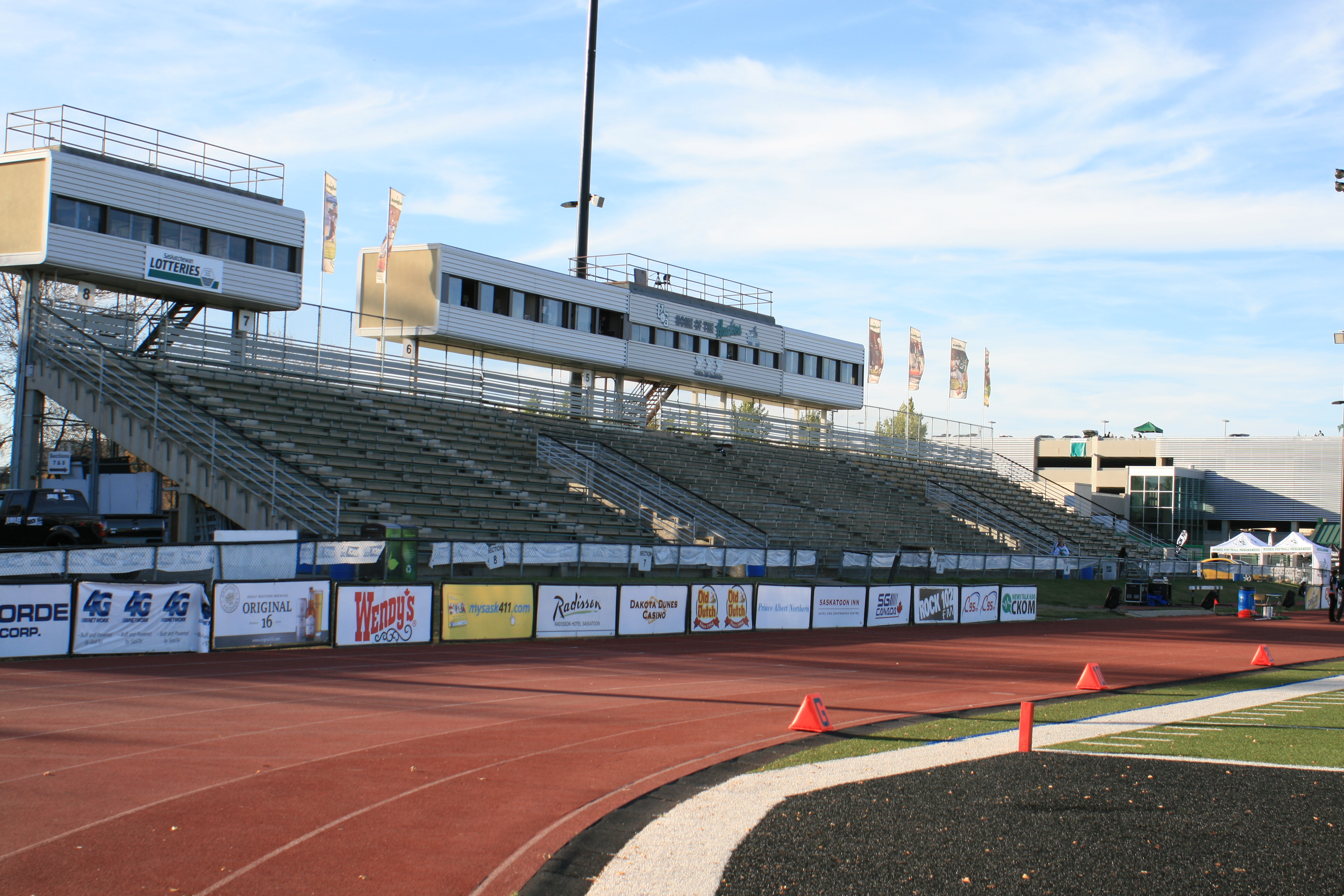
Tribune ouest du stade
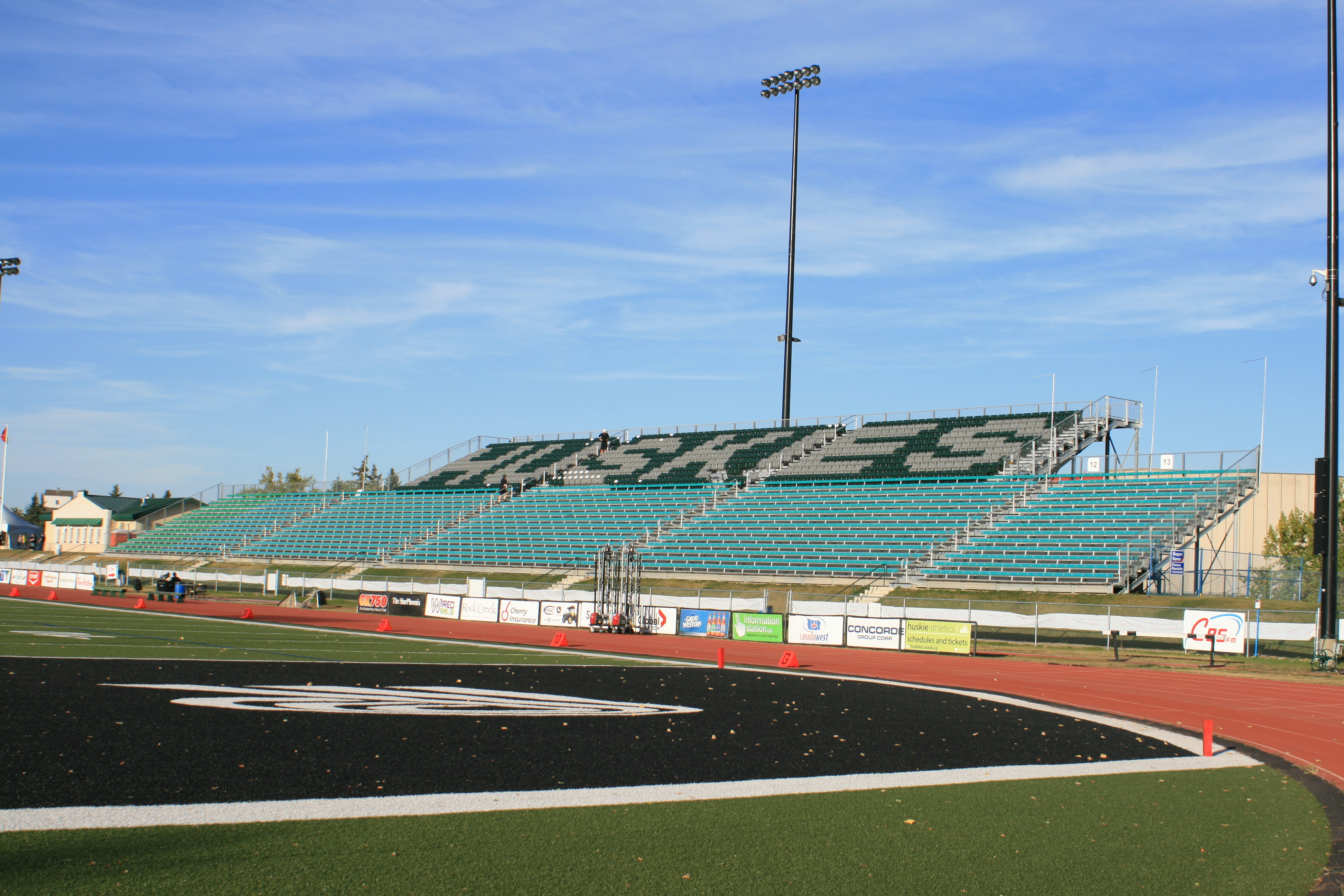
Tribune est du stade
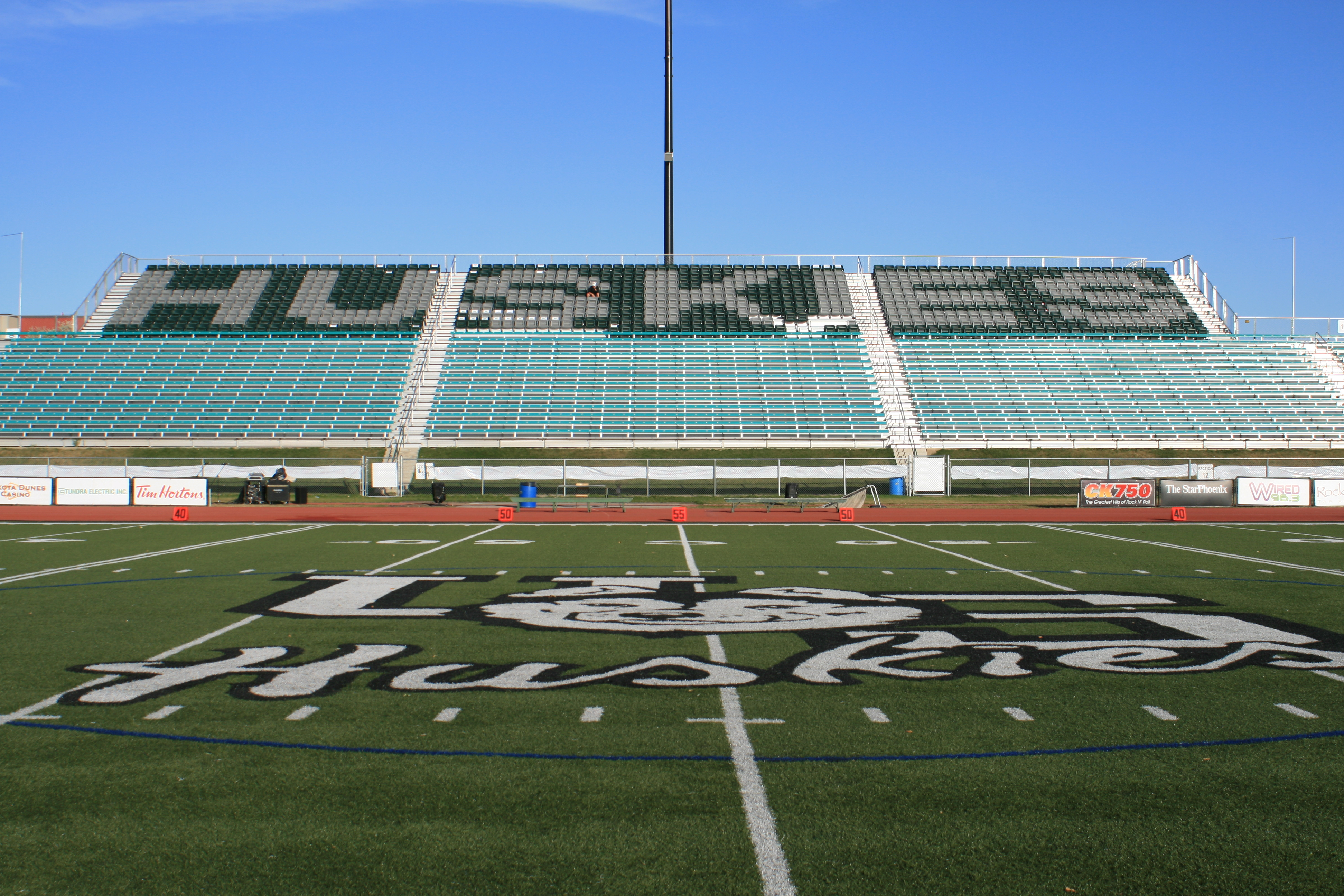
Vue de la tribune est depuis le terrain
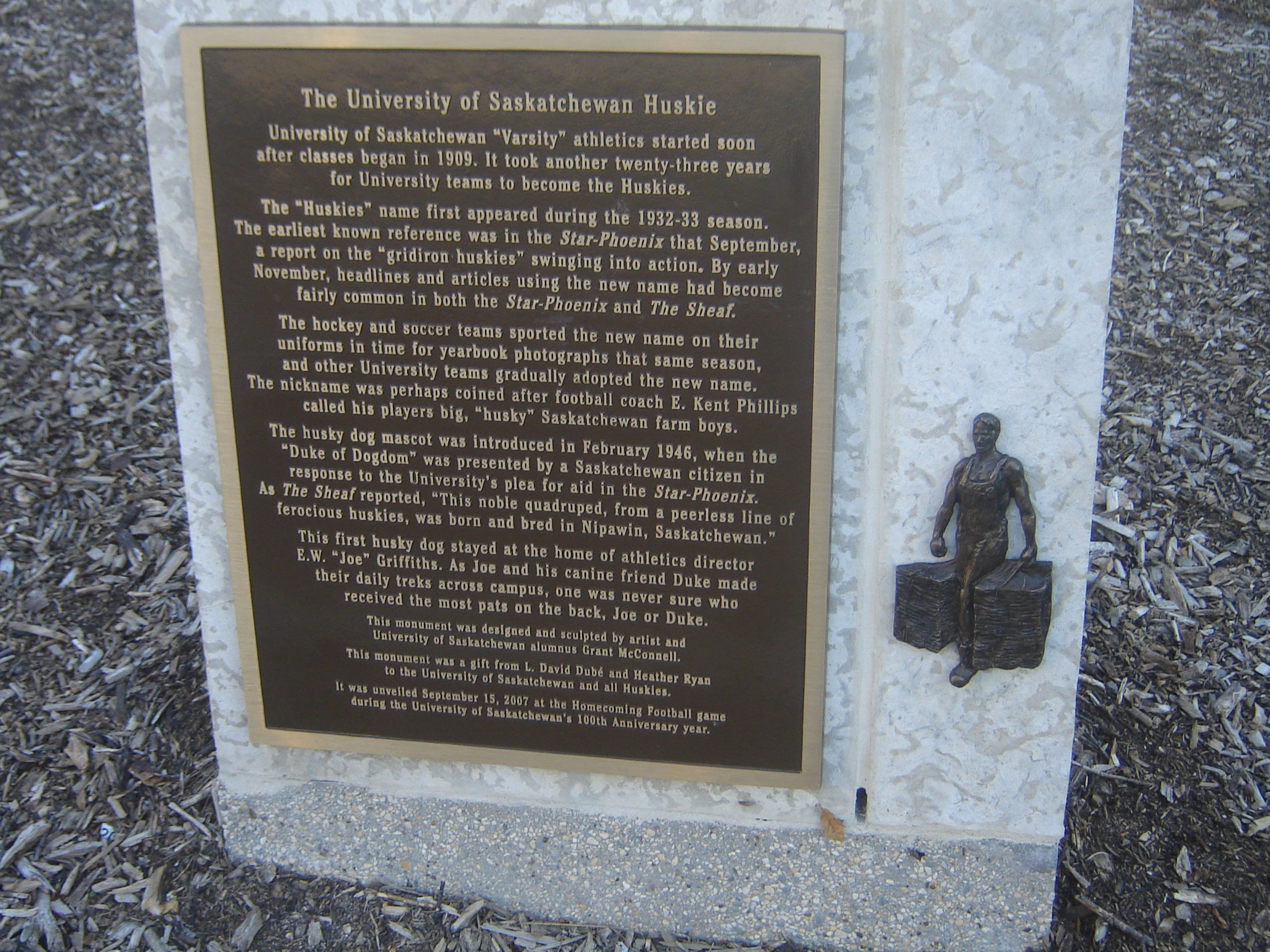
Plaque des Saskatchewan Huskies
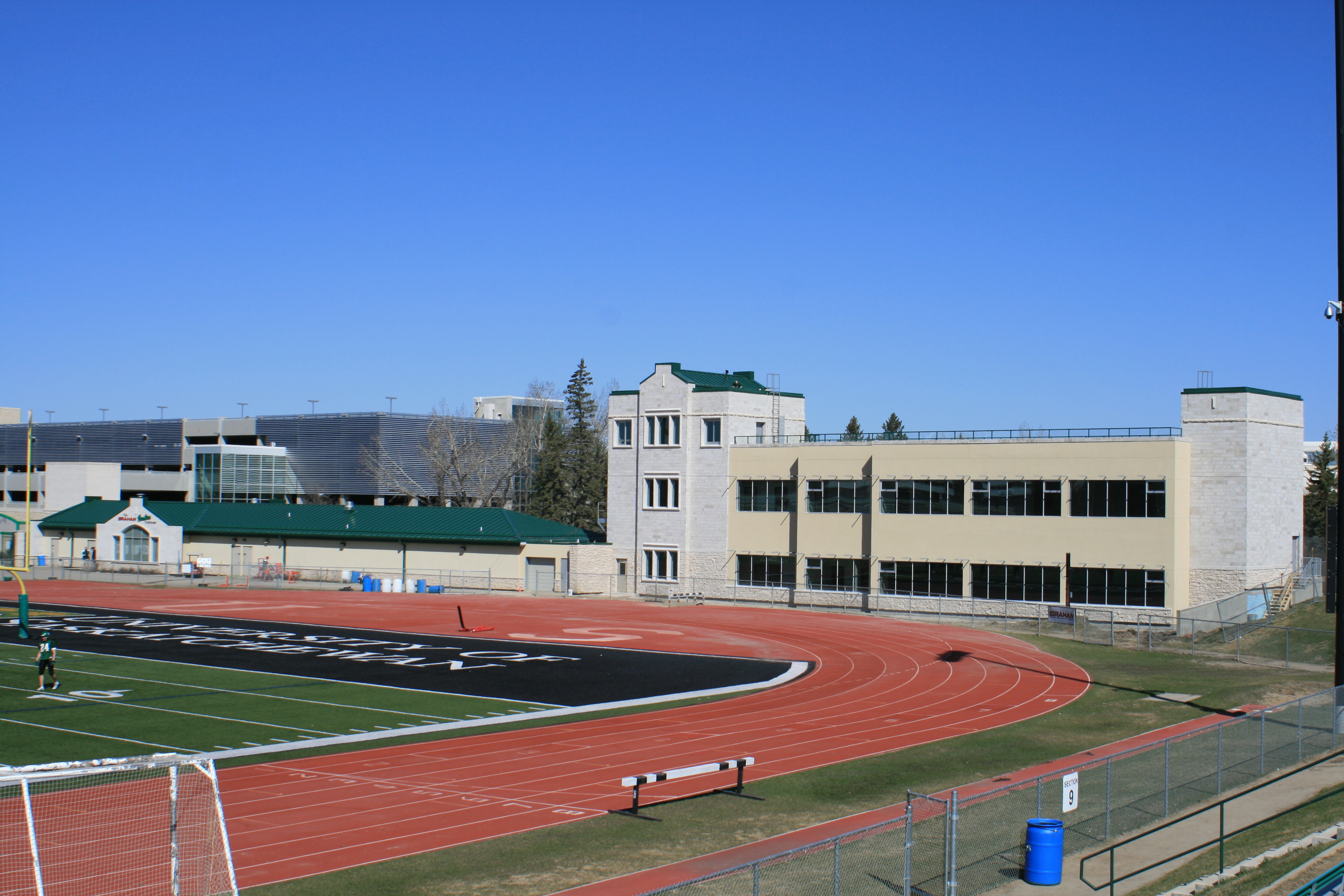
Bureau des Graham Huskies (1)
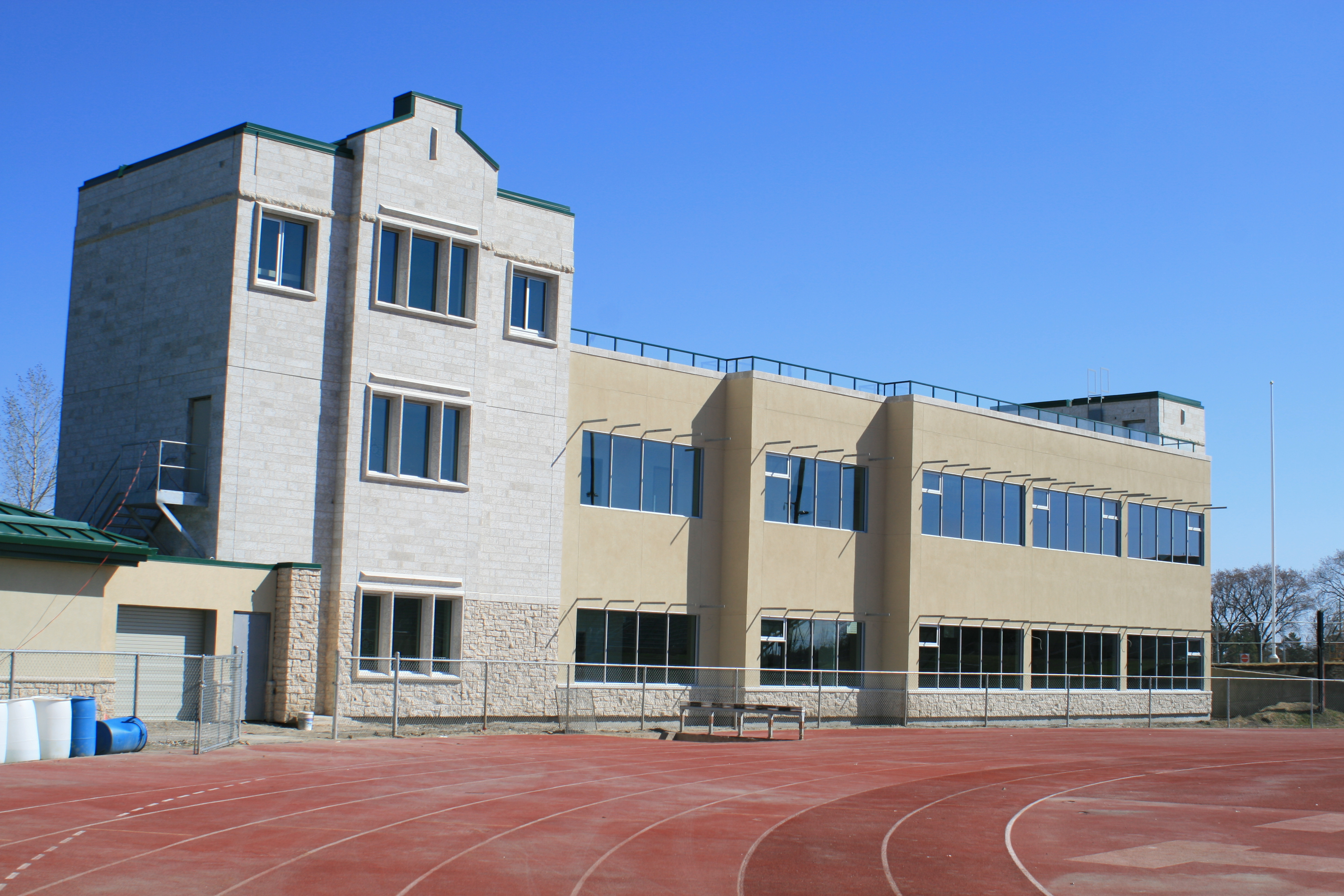
Bureau des Graham Huskies (2)
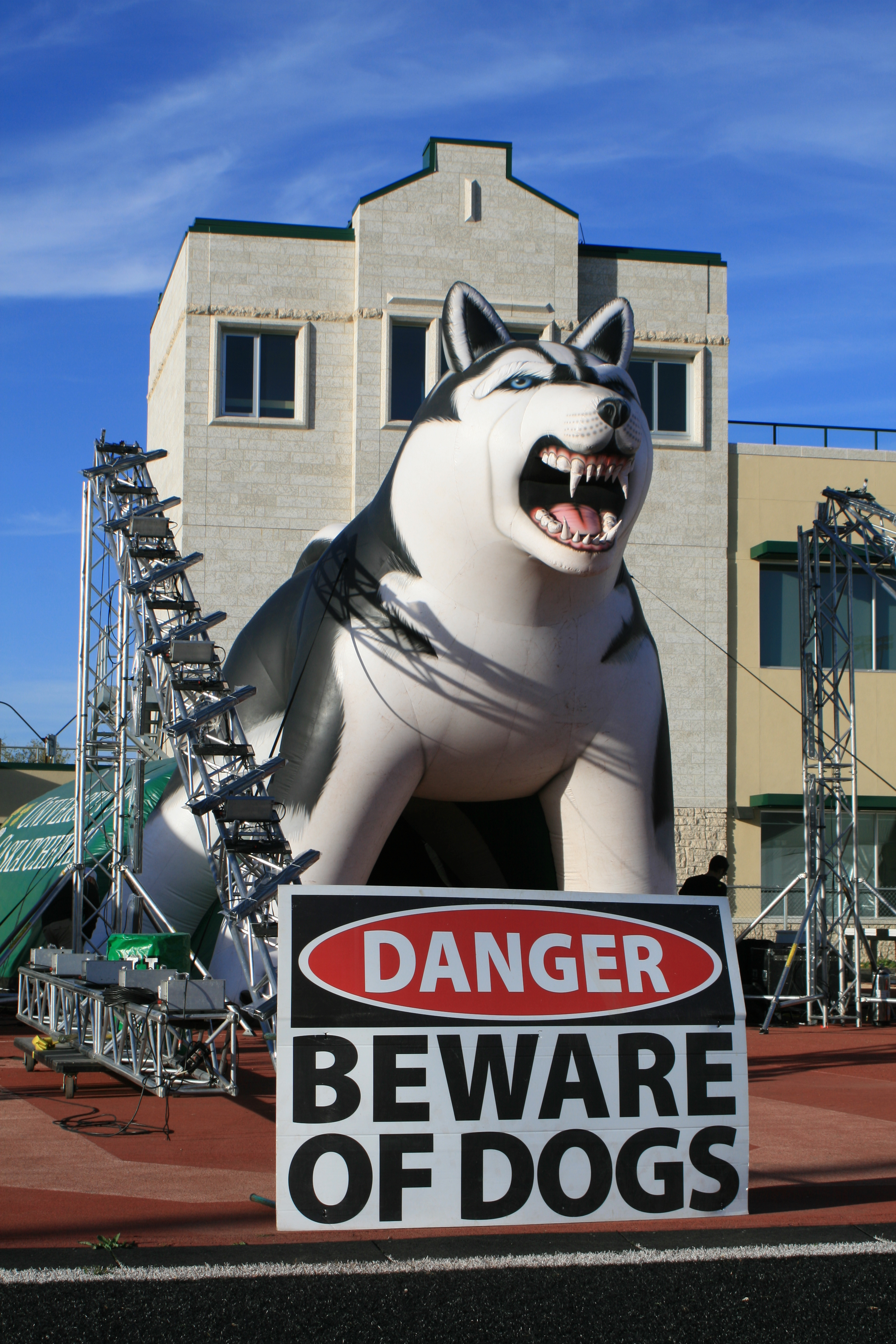
Jake, la mascotte des Huskies
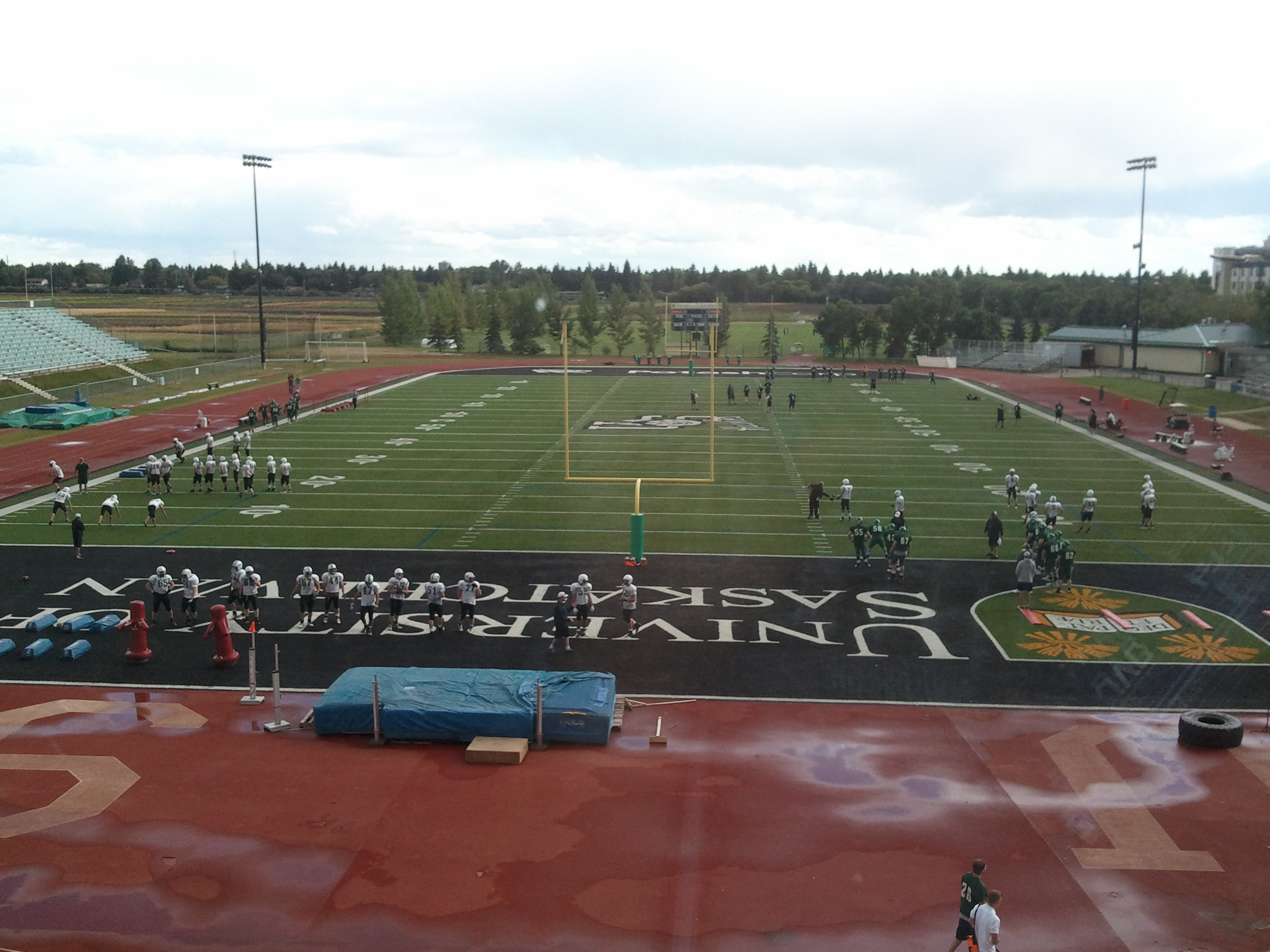
Vue du terrain depuis le bureau des Graham Huskies
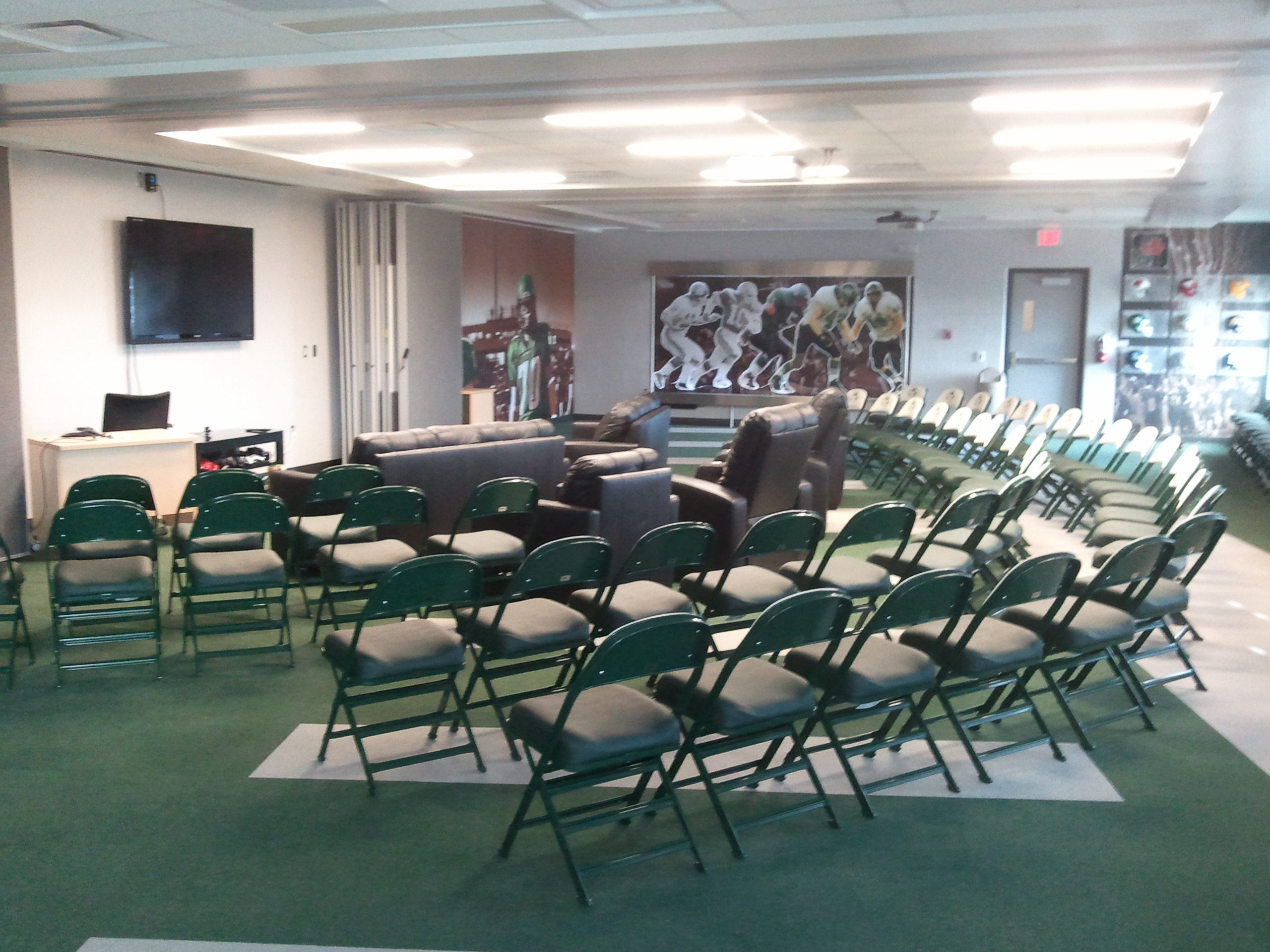
Salle de conférence
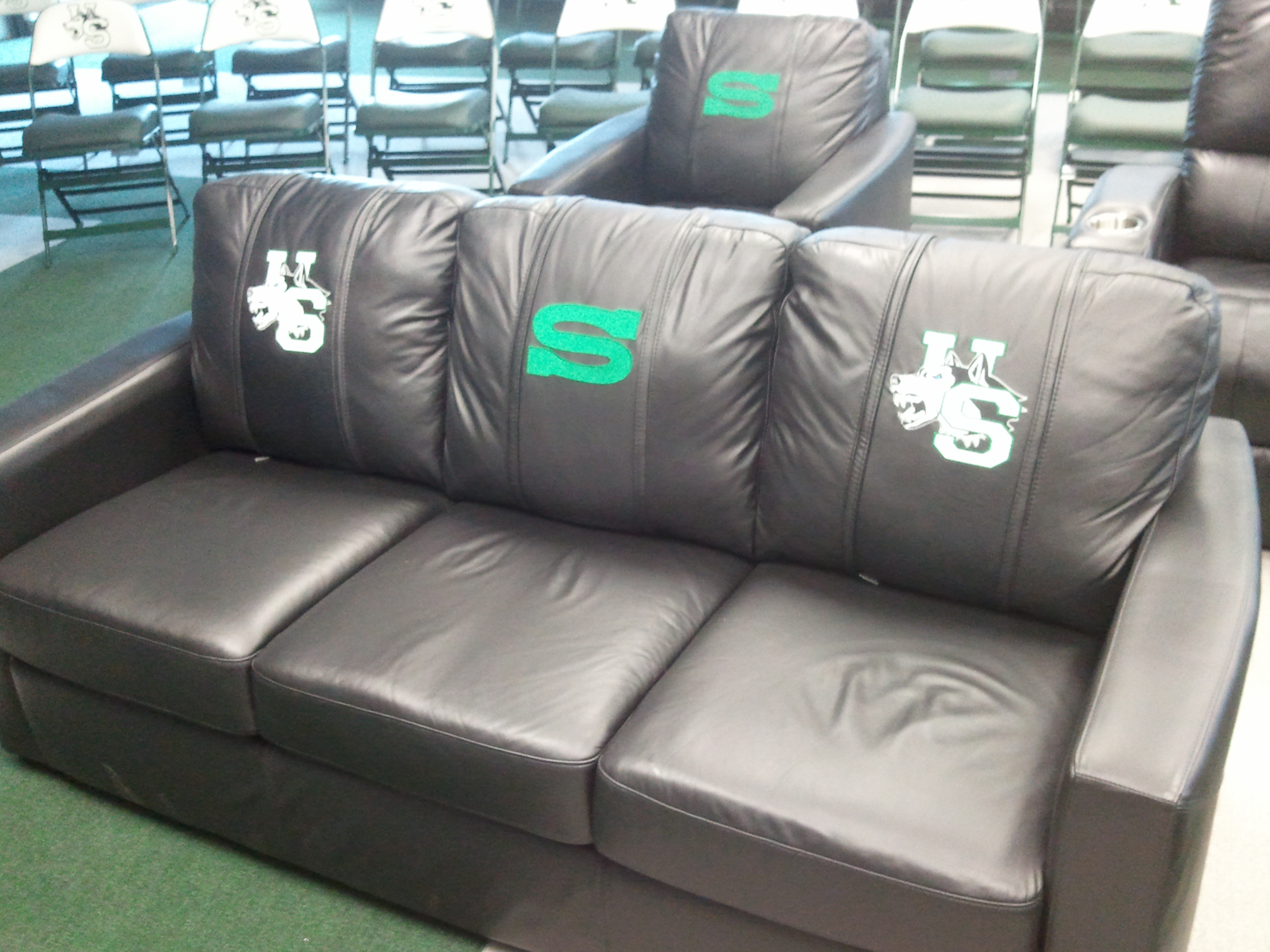
Canapé de la salle de conférence
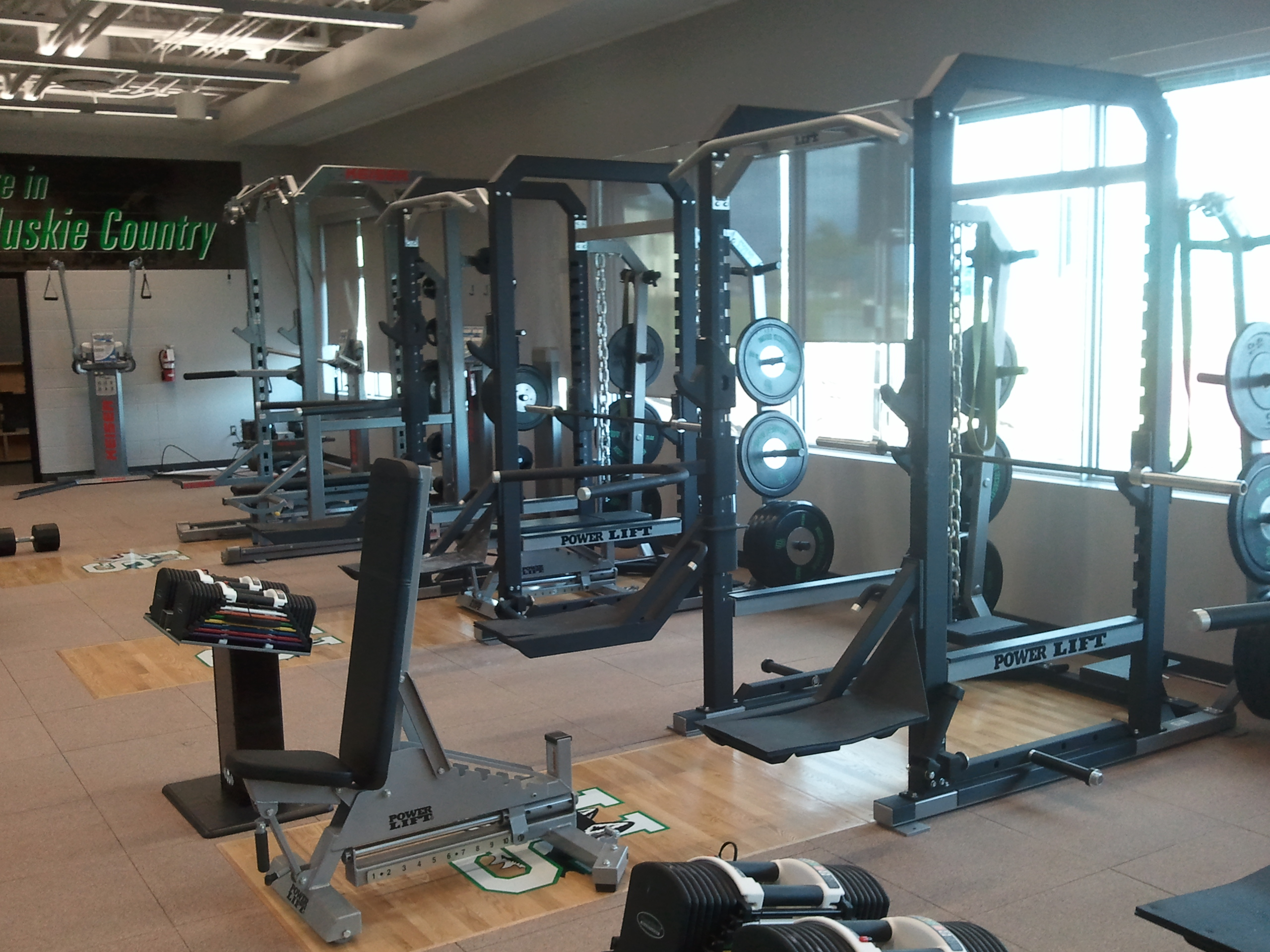
Salle de musculation du stade